# Browns Ferry kärnkraftverk
Browns Ferry kärnkraftverk eller Browns Ferry Nuclear Power Plant är ett kärnkraftverk längs Tennesseefloden, norr om Wheeler Lake i närheten av Decatur och Athens, Alabama USA.

## Allmänt
Kärnkraftverket har tre kokvattenreaktorer (BWR) från General Electric och ägs av Tennessee Valley Authority. Bygget startade mellan 1966 och 1968, och reaktorerna togs i drift mellan 1974 och 1977. Samtliga reaktorer var ursprungligen licensierade för 40 års drift fram till omkring 2015, men har sökt och erhållit licens för 60 års drift fram till omkring 2035.

| Block | Effekt MW,el | Reaktor- typ | Bygg- start | Första Fasning | Kommersiell drift | Avstängd   | Återstart  |
| ----- | ------------ | ------------ | ----------- | -------------- | ----------------- | ---------- | ---------- |
| 1     | 1065         | GE BWR-4     | 1967-05-01  | 1973-10-15     | 1974-08-01        | 1985-03-19 | 2007-06-02 |
| 2     | 1065         | GE BWR-4     | 1967-05-01  | 1974-08-28     | 1975-03-01        | 1985-03-01 | 1991-05-24 |
| 3     | 1065         | GE BWR-4     | 1968-07-01  | 1976-09-12     | 1977-03-01        | 1985-03-01 | 1995-11-01 |

Samtliga tre reaktorer stängdes av 1985, och återstartades efter 22, 6 respektive 10 år efter betydande moderniseringar. 

## Branden i Browns Ferry
1975-03-22 inträffade en historisk brand i Browns Ferry som varade i cirka 7 timmar och skulle komma att få stor inverkan på branschens konstruktions- och brandsäkerhetstänkande.
Vid tidpunkten för olyckan var block 1 och 2 i drift med full effekt på vardera 1098 MW, medan block 3 var under uppförande. De tre blocken är uppförda med ett gemensamt kontrollrum, där det under kontrollrummet finns ett gemensamt kabelfördelningsrum, i vilket kablar till och från kontrollrummet ansluter till övriga delar av anläggningen. Kabelgenomföringarna mellan sekundärinneslutning och kabelfördelningsrummet var tillverkade av polyuretanskum.
Reaktorbyggnaden hos dessa anläggningar är konstruerade och trycksatta utifrån principen att ett undertryck skall finnas i sekundärinneslutningen för att hindra att ett eventuellt läckage i primärsystemen ska spridas ut i anläggningen och slutligen till omgivningen.
För att kontrollera tätheten hos kabelgenomföringarna använde en av arbetarna sig av ett stearinljus, där tanken var att han skulle kunna se eventuella läckage genom att luftdraget påverkade lågan. Arbetaren upptäckte i och för sig ett läckage, men lågan sögs in i kabelgenomföringen som tog eld. Det började brinna på bägge sidor om genomföringen, och branden blev kraftfullare i sekundärinneslutningen än i kabelgenomföringsrummet. I kabelgenomföringsrummet kunde branden släckas med hjälp av ett fast installerat koldioxidsläckningssystem, vilket dock försvårades av att systemets manöverdon för manuell start inte blivit korrekt driftsatt vid montaget.
Branden i sekundärinneslutningen tog längre tid att släcka. Inledningsvis avstod man från att släcka med vatten då man befarade oönskad påverkan från brandsläckningsvatten på brandskadade och spänningssatta kablar. Släckningsinsatser med släckare av pulver och koldioxidtyp fick dock liten effekt, och först när man började släcka med vatten fick man önskad effekt.
Det skulle sedan visa sig att totalt 1600 kablar av 65 olika kabeltyper skadats av branden. Av dessa var drygt 600 säkerhetsrelaterade, där cirka 80 % av de säkerhetsrelaterade kablarna tillhörde block 1 och cirka 3 % block 2, medan övriga säkerhetsrelaterade kablar tillhörde båda blocken.

### Brandens påverkan på anläggningen
När det stod klart att en brand brutit ut, stoppades båda blocken manuellt, men brandens påverkan på kablaget gav motstridiga och felaktiga indikeringar i kontrollrummet vilket gjorde det mycket svårt att skapa sig en uppfattning om situationen i block 1. En annan sak som försvårade situationen var en mängd obefogade manövrer som bland annat start av dieselgeneratorerna och pumparna för nödkylning av härden vilka båda startade på signaler från reaktorskyddssystemet. Dessutom hade de yttre isolerventilerna i huvudångsystemet obefogat manövrerats i stängt läge, varför det inte gick att dumpa ånga till turbinkondensorn. Tvångsnedblåsning till kondensationsbassängen inleddes, och under denna slogs kontrollkretsarna för avblåsningsventilerna ut, och kunde återställas först efter fyra timmar.

### Brandens påverkan på regelverk
Branden resulterade i att Nuclear Regulatory Commission gjorde stora förändringar i standarderna för brandskydd vilket skedde i och med publiceringen av 10CFR50.48 och Appendix R.

### Brandens påverkan på svenska kärnreaktorer
Vid tillfället var Oskarshamn 1 och Oskarshamn 2 de enda kommersiella reaktorna i Sverige som var i drift. Branden ökade medvetenheten om betydelsen av brandseparation, och för Oskarshamn 1 inleddes ett kabelseparationsprojekt som varade mellan åren 1979 och 1981.